# Bernardo Salviati
Bernardo Salviati (né à Florence en 1492 - mort à Rome le 6 mai 1568) est un cardinal italien du XVIe siècle, fils de Jacopo Salviati et de Lucrèce de Médicis, sœur du pape Léon X.

## Biographie
Entré dans les ordres, il devient aumônier de Catherine de Médicis qui lui donne l'évêché de Saint-Papoul (1549) puis celui de Clermont (1561) La même année, il est nommé cardinal par le pape Pie IV. Il est également abbé commendataire de l'abbaye Saint-Sauveur de Redon à la suite de son frère  Giovanni Salviati, également cardinal.